# 성연석
성연석(成年碩, 1962년 5월 12일 ~ )은 대한민국 경상남도의회 의원이다.

## 학력
- 수곡초등학교
- 진서중학교
- 진주기계공업고등학교
- 계명대학교 사회학 학사

## 경력
- 학교운영위원장진주시협의회 부회장
- 자치분권경남연대 사무처장
- 성협물류 이사
- (주)경성로봇정보기술이사
- 2018년 7월 1일 ~ 2022년 6월 30일 : 제11대 경상남도의회 의원

## 역대 선거 결과
|  | 37.96% |

|  | 21.65% |

|  | 42.13% |